# دورسيوس تريانغوليسبس
دورسيوس تريانغوليسبس (الاسم العلمي: Dorceus trianguliceps) هو نوع من العناكب الرتيلاوات الشكل من فصيلة إريسيداي.

## مناطق التواجد
هذا النوع متوطن في تونس.

## الوصف
يبلغ طول الذكر 6.5 مم والذكر الذي وصفه الهناوي في 2002 يبلغ طوله 5 مم.

## المنشور الأصلي
- سيمون (1911): Catalogue raisonné des arachnides du nord de l'Afrique (الجزء الأول)، حوليات جمعية علم الحشرات لفرنسا، المجلد 79، الصفحات 265-332 (النص الكامل).

## روابط خارجية
- (بالإنجليزية) مصدر أنيمال ديفرستي ويب: Dorceus trianguliceps.
- (بالإنجليزية) مصدر دليل الحياة: Dorceus trianguliceps Simon, 1910.
- (بالفرنسية) مصدر نظام المعلومات التصنيفية المتكامل: Dorceus trianguliceps Simon, 1910.
- (بالإنجليزية) مصدر العالمي المفهرس البيولوجي والمنظم: Dorceus trianguliceps Simon, 1910.
- (بالإنجليزية) مصدر دليل العنكوب العالمي: Dorceus trianguliceps Simon, 1911 dans la famille Eresidae.